# Resolució 229 del Consell de Seguretat de les Nacions Unides
La Resolució 229 del Consell de Seguretat de les Nacions Unides, adoptada el 2 de desembre de 1966 en una sessió privada, el Consell, "conscient de les qualitat provades i de l'elevat sentit del deure d'U Thant, i convençut que el seu nou nomenament seria summament propici a la causa dels interessos i propòsits superiors de l'Organització", va recomanar el nomenament d'U Thant per a un altre període com a Secretari General.